# Joana Medeiros
Joana Medeiros (Rio de Janeiro, 31 de março de 1970) é uma atriz brasileira. Filha da também atriz Maria Lúcia Dahl e do sociólogo Marcos Medeiros.

## Carreira
Iniciou sua trajetória artística ainda muito jovem, no início da década de 1980. Estreou na televisão na extinta TV Manchete, em 1984, na minissérie Marquesa de Santos. Destacar-se-ia anos depois, na mesma emissora, ao protagonizar Rosa dos Rumos (1990) de Walcyr Carrasco e Rita Buzzar. Já na TV Globo seu principal destaca se dera em Mulheres Apaixonadas (2003), de Manoel Carlos. 
Já no início da década de 1990, muda-se para a França, graduando-se em Artes Dramáticas na Sorbonne Université, em 1994, além de ter realizado cursos no Charpentier Art Studio (1993-1994) e no Cour Florant (1993). Nesse período na França, participa das montagens de Papageno (1994) e Théâtre du fil (1993). 
Por mais de uma década integrara o elenco do Teatro Oficina Uzyna Uzona, com o mestre Zé Celso, em São Paulo.

## Filmografia

### Televisão
| Ano  | Título                  | Papel                    | Notas                         | Ref.  |
| ---- | ----------------------- | ------------------------ | ----------------------------- | ----- |
| 1984 | Marquesa de Santos      | Istael (Maria Flora)     |                               |       |
| 1985 | Tudo em Cima            | Maria Mônica             |                               |       |
| 1990 | Rosa dos Rumos          | Rosa                     |                               | [ 2 ] |
| 1996 | O Campeão               | Karina                   |                               |       |
| 1997 | A Justiceira            | Maria                    | Episódio: "Eternos Diamantes" |       |
| 1998 | Por Amor                | Emergente amiga de Meg   | Participação especial         | [ 3 ] |
| 2001 | As Filhas da Mãe        | Milena                   |                               | [ 4 ] |
| 2003 | Mulheres Apaixonadas    | Eleonora de Souza Duarte |                               | [ 5 ] |
| 2006 | Avassaladoras - A Série | Marie                    | Episódio: "Como É Que É?"     | [ 6 ] |
| 2006 | Páginas da Vida         | Raquel                   |                               |       |

### Cinema
| Ano  | Título                                | Personagem               | Notas          |
| ---- | ------------------------------------- | ------------------------ | -------------- |
| 1991 | Aventura, Amor e Transporte Público   | A Garota                 | Curta-metragem |
| 2000 | Villa Lobos: Uma Vida de Paixão       | Francesa                 |                |
| 2000 | A Hora Marcada                        | Mulher                   |                |
| 2002 | Histórias do Olhar                    | Dalva                    |                |
| 2003 | Harmada                               |                          |                |
| 2003 | Apolônio Brasil, o Campeão da Alegria |                          |                |
| 2005 | Um Lobisomem na Amazônia              | Rainha Pentesiléia       |                |
| 2007 | Conceição: Autor Bom é Autor Morto    |                          |                |
| 2007 | Tropa de Elite                        | Dona Estela              |                |
| 2008 | Mulheres Sexo Verdades Mentiras       | Gerente da Casa de Swing | [ 7 ]          |
| 2017 | Zé Celso                              | Ela mesma                | Documentário   |
| 2018 | Sol Alegria                           | Mãe                      |                |
| 2022 | Medusa                                | Karen                    |                |
| 2023 | Fim de Semana no Paraíso Selvagem     | Maristela                | [ 9 ]          |

## Teatro
Fonte: Enciclopédia Itaú Cultural
- 1987 - As Bacantes
- 1988 - Rabo de Sereia
- 1988 - Os Cavaleiros do Apocalipse
- 1993 - Théâtre du fil
- 1994 - Papageno
- 2010 - Ricardo III
- 2012 - Os exilados
- 2013 - O banquete
- 2013 - Se Eu Fosse Eu
- 2014 - Cacilda 5
- 2015 - Para Dar um Fim no Juízo de Deus
- 2015 - Mistérios gozozos
- 2016 - Bacantes
- 2017 - Macumba antropófaga
- 2017 - O Rei da Vela
- 2018 - Roda Viva
- 2019 - Odisseia de Cacildas
- 2021 - O Ovo e a Galinha
- 2021 - Avá